# Vicky Blain
Vicky Blain (Victoria Blain, geb. 1943 in Bathurst, heute Banjul) ist eine gambische Sängerin.

## Leben
Vicky Blain kam 1943 in einer katholischen Familie zur Welt. Sie besuchte bis 1956 die St. Joseph’s High School in Bathurst. Während ihrer Schulzeit sang sie in einem katholischen Chor und trat in der Römisch-katholischen Kathedrale von Bathurst auf. Nach der Schule ging sie auf das Internat der Kylemore Abbey in Irland. Danach ging sie nach Frankreich, um Französisch zu lernen.
Etwa im Dezember 1967, während ihrer Zeit in Paris, nahm sie ihre erste Schallplatte auf.
Von der 1968 veröffentlichten Platte River Gambia me no sabi swam konnten alleine in Paris 2000 Kopien verkauft werden. Im selben Jahr tourte sie durch Westafrika. An einem ausverkauften Konzert im Stade Demba Diop in Dakar nahm auch der senegalesische Präsident Léopold Sédar Senghor teil. Weitere Stationen der Tour waren Abidjan (Elfenbeinküste). Auch Omar Bongo, Präsident Gabuns und Ahmadou Ahidjo, kamerunischer Präsident, besuchten die Konzerte. François Tombalbaye, Präsident des Tschad, lud sie in die Hauptstadt N’Djamena ein, wo sie ein Konzert gab.
Sie arbeitete mit den kamerunischen Musikern Manu Dibango und Francis Bebey zusammen.
Weitere Auftritte in Europa und den USA folgten. Im November 1971 trat sie in der Tonight Show von Johnny Carson auf.
1979 reiste sie als UNICEF-Botschafterin durch Europa und sammelte Spendengelder. Im selben Jahr erregte sie Aufsehen, weil sie vom sudanesischen Präsidenten Dschafar an-Numairi eingeladen worden war, in einer arabischen Übersetzung des Textes von Juba jedoch die Unterstützung südsudanesischer separatistischer Bestrebungen interpretiert wurde.
Aus gesundheitlichen Gründen absolvierte sie ab dem Beginn der 1980er keine Liveauftritte mehr.
Vicky Blain lebte in der Dobson Street in Banjul in der Nähe von Paps Touray, mit dem zusammen sie häufig auftrat.

## Musikalischer Stil
Blain erregte auch dadurch Aufmerksamkeit, dass sie nicht nur auf Französisch und Englisch, sondern auch auf Wolof und Krio sang.
In ihrem Musikstil werden Einflüsse von Soca, Highlife und Soul gesehen und Parallelen zu Miriam Makeba gezogen. Dabei bezog sie Elemente traditioneller gambischer Musik mit ein.

## Diskografie
- 1967 Noels d'Afrique. Nowal Sunui Musalkat / Tya Bethlehem. Philips. B370951F.
- 1968 oder 1970 Chante l'Afrique. RCA. 740.098.
- 1968 Gambia / Nebon-nar / Petit fleur. RCA. 49.033.
- 1968 Toi, tu m'as menti / Jolie Fatou. RCA. 49.045.
- 1968 oder 1970 Black as night / Mandali Senegal. RCA. 49.056.
- 1969 Dolilbeignets / Mi maman norder / Ndarkander / Yawo mamie. RCA. 87.078.[4][5][6]